# 拉斯克 (伊利諾伊州)
拉斯克（英語：Lusk）是位於美國伊利諾伊州波普縣的一個非建制地區。該地的面積和人口皆未知。

## 地理
拉斯克的座標為37°28′58″N 88°28′27″W / 37.48278°N 88.47417°W，而該地的平均海拔高度為163米（即535英尺）。